# The Greek Passion
The Greek Passion, H. 372 (estrenada en anglès, en txec Řecké pašije, en català La passió grega), és una òpera en quatre actes composta per Bohuslav Martinů sobre un llibret en txec del mateix compositor, basat en Crist novament crucificat de Nikos Kazantzakis. S'estrenà a l'Òpera de Zúric el 9 de juny de 1961.
És l'última obra de grans dimensions de Martinů, que el situa entre els compositors més destacats de la seva generació. Dos anys després de la mort del compositor i quatre després de la de l'autor de la novel·la original Nikos Kazantzakis, l'estrena a Zúric el 1961 de La passió grega va significar un digne funeral pels dos grans creadors de l'època.

## Representacions
L'òpera existeix en dues versions. Martinů va escriure la versió original de 1954 a 1957. Va oferir aquesta versió original de l'òpera el 1957 a la Royal Opera House, Covent Garden, on el director musical, Rafael Kubelík, i l'administrador general, David Webster, havien aprovat la partitura per a la producció. No obstant això, després de la intervenció de Sir Arthur Bliss, l'empresa es va retreure a la producció i no va posar en escena l'obra en aquell moment.
Aleshores, el compositor va produir una segona versió de l'òpera representada per primera vegada, a l'⁣Òpera de Zúric, Zuric, el 9 de juny de 1961, després de la mort de Martinů el 1959. La segona versió es va produir per primera vegada al Regne Unit a la Welsh National Opera el 29 d'abril de 1981, dirigida per Sir Charles Mackerras. La primera producció nord-americana va ser l'any 1981, a la Metropolitan Opera, en una producció de la Indiana University School of Music. Tanmateix, la primera versió es va restaurar més tard sota la supervisió d'Aleš Březina. L'estrena de la versió restaurada va ser al Festival de Bregenz l'any 1999 i aquesta producció es va representar més tard a Covent Garden l'abril de 2000, i es va representar per primera vegada a la República Txeca el gener de 2005. La primera representació de l'obra a Grècia va ser a Tessalònica l'any 2005, utilitzant una traducció al grec de Ioanna Manoledaki, basada molt en la redacció de la novel·la de Kazantzakis; el director era Christian von Gehren.

## Rols
| Rol                              | Tipus de veu           | Elenc de l'estrena el 9 de juny de 1961 (Director: Paul Sacher) |
| -------------------------------- | ---------------------- | --------------------------------------------------------------- |
| Manolios, un pastor              | tenor                  | Glade Peterson                                                  |
| Katerina, una jove vídua         | soprano o mezzosoprano | Sandra Warfield                                                 |
| Panait, l'amant de Katerina      | tenor                  | Zbyslaw Wozniak                                                 |
| Grigoris, sacerdot de Lycovrissi | baix-baríton           | James Pease                                                     |
| Fotis, sacerdot dels refugiats   | baix-baríton           | Heinz Borst                                                     |
| Yannakos, un venedor ambulant    | tenor                  | Fritz Peter                                                     |
| Kostandis, propietari d'un cafè  | baríton                | Robert Kerns                                                    |
| Lenio, promès amb Manolios       | soprano                | Jean Cook                                                       |
| Ladas, un vell avar              | parlat                 | Fritz Lanius                                                    |
| Els Patriacheas, un ancià        | baix-baríton           | Siegfried Tappolet                                              |
| Michelis, fill dels Patriacheas  | tenor                  | Ernst-August Steinhoff                                          |
| Nikolios, un jove pastor         | soprano                | Robert Thomas                                                   |
| Andonis, un barber               | parlat                 | Leonhard Päckl                                                  |
| Una dona gran                    | contralto              | Adelhait Schaer                                                 |
| Una veu entre la multitud        | baríton                |                                                                 |
| Despinio, un refugiat            | soprano                | Mirjam Lutomirski                                               |
| Un vell, un refugiat             | baix                   | Werner Ernst                                                    |
| Cor: Veïns del poble, refugiats  |                        |                                                                 |

## Argument
L'escenari és Lykovrissi, un poble grec, on està programada la representació de l'obra de la Passió per Setmana Santa. A mesura que avança la història, els vilatans que participen en l'obra adopten la personalitat dels seus personatges religiosos.

### Acte I
El capellà Grigoris reparteix els papers per a la representació de l'any següent de la Passió. El propietari del cafè, Kostandis representarà a l'apòstol Sant Jaume, Yannakos a Pere, Michelis a Joan, la vídua Catalina a Maria Magdalena; Panait rebutja el paper del traïdor Judes i s'escapa. Manolios, un jove pastor, ha estat elegit per representar Jesús i se sent aclaparat pel dolor i l'alegria d'aquesta missió. Els actors són beneïts i exhortats a viure la vida dels seus papers l'any que ve. Manolios està promès amb Lenni que li pregunta quan es casaran, però ja no pot pensar en el matrimoni. Els vilatans pensen en els seus respectius papers i en com es corresponen amb les seves vides.
A l'alba, se sent un cant i un grup de refugiats grecs arriba a Lykovrissi des d'un poble destruït pels turcs, encapçalats pel seu sacerdot, Fotis. El pare Grigoris està preocupat pel benestar i la seguretat dels seus conciutadans i pels possibles conflictes. Una dona refugiada mor de fam, però el pare Grigoris culpa de la mort al còlera i l'utilitza per expulsar els refugiats del poble. Només la Katerina els ofereix assistència pràctica, però Manolios, Yannakos, Kostandis i Michelis prenen la seva iniciativa, troben menjar i els mostren la propera muntanya de Sarakina on poden descansar els refugiats.

### Acte II
La força moral dels "apòstols" es posa a prova. La Katerina s'ha enamorat de Manolios i ho revela a Yannakos. L'ancià Ladas parla amb Yannakos sobre treure profit dels refugiats. Aquest últim s'enamora del somni de la riquesa que es dirigeix al camp de refugiats per alleujar els refugiats de les seves possessions.
En trobar-se amb Manolios, l'adverteix sobre la Katerina, que després es troba amb Manolios en un pou on revelen la seva atracció mútua, però Manolios la rebutja i està desolada.
Yannakos contempla la cerimònia de la col·locació de la primera pedra d'un poble nou al vessant de la muntanya, on un vell demana ser enterrat juntament amb els ossos dels seus avantpassats. Yannakos, avergonyit de la pobresa i l'acollida dels refugiats, confessa a Fotis que ha vingut a enganyar els refugiats, però ara dona tots els seus diners per ajudar-los.

### Acte III
Manolios ha estat somiant: amb els retrets de Lenni, amb les exhortacions de Grigoris per ser digne del seu paper i amb Katerina com a Verge Santa. Lenni entra quan es desperta per preguntar per darrera vegada sobre el seu casament, però Manolios respon ambiguament. Quan Manolios ha marxat, Lenni és atraït pel pastor Nikolios.
Manolios convenç a Katerina que el seu amor ha de ser només espiritual, de la mateixa manera que Jesús i Maria Magdalena. Decideix vendre les seves cabres per ajudar els refugiats.
Manolios fa una crida als vilatans perquè ajudin els refugiats, i és ben rebut. Tanmateix, els ancians del poble veuen una amenaça a la seva autoritat. Manolios està guanyant un control espiritual més gran sobre els vilatans, i els ancians dissenyen un pla per expulsar a Manolios del poble.

### Acte IV
Durant el banquet de noces de Lenni i Nikolios, el pare Grigoris els adverteix sobre la predicació de Manolios i l'excomunica. Michelis, Yannakos i Kostandis es mantenen fidels a Manolios. Manolios apareix i proclama que el sofriment del món portarà sang. Els refugiats baixen de la muntanya en un estat de misèria. Mentre Manolios predica la caritat cap als refugiats, Grigoris incita els vilatans i Panait mata a Manolios a les escales de l'església quan els refugiats entren. Els vilatans i els refugiats ploren Manolios. Fotis porta els refugiats lluny, a la recerca d'una nova llar.

## Enregistraments
El 1981, Charles Mackerras va gravar la segona versió de La passió grega, en la versió presentada a Zúric i estrenada després de la seva mort, el 1961. Aquest registre va servir de base a una pel·lícula en anglès. El mateix any 1981 Libor Pesek va gravar per al mateix segell una versió en txec, amb la traducció d'Eva Bezdeková. El 2000 Ulf Schirmer va enregistrar per primera vegada la versió original, l'anomenada "de Londres". Les diferències són considerables. La versió de Londres és "més lírica".

### Versió original
| Any  | Repartiment (Manolios, Grigoris, Katerina, Fotis)             | Director     | Segell                |
| ---- | ------------------------------------------------------------- | ------------ | --------------------- |
| 1999 | Christopher Ventris, Esa Ruuttunen, Nina Stemme, Egils Silins | Ulf Schirmer | Koch Schwann 3-6590-2 |
| 2017 | Rolf Romei, Wilfried Zelinka, Dshamilja Kaiser, Markus Butter | Dirk Kaftan  | Oehms Classics OC 967 |

### Versió revisada
| Any  | Repartiment (Manolios, Grigoris, Katerina, Fotis)            | Director          | Segell                |
| ---- | ------------------------------------------------------------ | ----------------- | --------------------- |
| 1981 | John Mitchinson, John Tomlinson, Helen Field, Geoffrey Moses | Charles Mackerras | Supraphon 1116 3611/2 |
| 1983 | Vilém Přibyl, Jaroslav Horáček, Eva Dĕpoltová, Richard Novák | Libor Pešek       | Supraphon SU 3984-2   |